# Vermeidungssprache
Eine Vermeidungssprache oder Schwiegermuttersprache (Engl. avoidance speech / mother-in-law language) ist ein spezielles sprachliches Register vieler australischer und ferner einiger Bantu- und nordamerikanischer Sprachen, das nur bei der Kommunikation mit ganz bestimmten Verwandten verwendet wird (darunter die Schwiegermutter), zu denen der Kontakt auch außerhalb der sprachlichen Dimension gesellschaftlich sanktioniert ist. Die Vermeidungssprachen dienen dazu, mit diesen Verwandten zu kommunizieren, wenn dies unbedingt vonnöten ist.

## Begriffsgeschichte
Der Begriff mother-in-law language wurde 1972 von dem australischen Linguisten R. M. W. Dixon bei der Beschreibung der Dyirbal-Sprache, die über ein solches Register verfügt, geprägt und bekannt gemacht. Dixon hat sich später von dem Begriff distanziert, weil er die Bedeutung der Schwiegermutter zu stark in den Vordergrund rückt und die Regeln zur Anwendung des Registers komplexer sind und außerdem von Sprachgemeinschaft zu Sprachgemeinschaft variieren können. Dixon bevorzugt heute den neutraleren Terminus avoidance speech, wobei sich die Bezeichnungen Schwiegermuttersprache bzw. mother-in-law language aber eingebürgert haben und nach wie vor verwendet werden.

## Strukturelle Eigenschaften
Die Grammatik (Phonologie, Morphosyntax, Syntax) der Vermeidungssprache ist weitestgehend mit der der Normalsprache identisch. Die Unterschiede liegen auf der Lexemebene: Die Vermeidungssprache weist ein viel kleineres Grundvokabular auf als die Normalsprache und ist daher wesentlich unspezifischer. In der zu den Pama-Nyunga-Sprachen gehörigen Sprache Yir-Yoront beispielsweise hat die Vermeidungssprache nur ein Lexem larr=olhth, das den gesamten semantischen Bereich von ‚liegen‘ (in der Normalsprache wun), ‚sitzen‘ (in der Normalsprache nhin), ‚fallen‘ (in der Normalsprache tholhth) abdeckt. Viele Ausdrücke sind außerdem periphrastisch gebildet. Außerdem weist die Vermeidungssprache in der Regel einen sehr hohen Anteil entlehnter Lexeme auf. Grund für beides ist die Schaffung von möglichst viel Indirektheit in der Kommunikation.